# C/1853 L1
Komet Klinkerfues ali C/1853 L1 je neperiodični komet, ki ga je 11. junija 1853 odkril nemški astronom Ernst Friedrich Wilhelm Klinkerfues (1827 – 1884).

## Lastnosti
Njegova tirnica je bila hiperbolična. Soncu se je najbolj približal 2. septembra 1853 , 
ko je bil na razdalji okoli 0,3 a.e. od Sonca. 
Viden je bil s prostim očesom od prvih dni avgusta do oktobra. V začetku avgusta se je nahajal v ozvezdju Velikega medveda (Ursa Major). V sredini oktobra se ni več videl s prostim očesom .